# Nuristani-talen
De Nuristani-talen vormen een van de drie groepen in de Indo-Iraanse taalfamilie, naast de veel grotere Indo-Arische en Iraanse groepen. Ze hebben ongeveer 130.000 sprekers, voornamelijk in de provincie Nooristan in het oosten van Afghanistan en een paar aangrenzende dalen in de provincie Khyber-Pakhtunkhwa in Pakistan. Het door de Nuristani bewoonde gebied bevindt zich in de zuidelijke Hindoekoesj, in het stroomgebied van de Alingar in het westen, de Pech in het centrum, en Landay Sin en Kunar in het oosten.
Veel Nuristani-talen hebben een SOV-volgorde (subject-object-verb), net als de meeste andere naburige Indo-Iraanse talen, maar anders dan het Indo-Arische Kasjmiri dat een V2 (verb second) woordvolgorde heeft.

## Geschiedenis
De Nuristani-talen werden tot de 19e eeuw niet in de literatuur beschreven. De oudere naam voor de regio was Kafiristan en de talen werden Kafiri of Kafiristani genoemd, maar deze termen zijn vervangen na de bekering van de regio tot de islam in 1896.
De indeling van de Nuristani-talen is lang onduidelijk geweest. Ze worden tegenwoordig meest beschouwd als een van de drie onafhankelijke subgroepen van de Indo-Iraanse talen. Door sommigen werden ze echter ingedeeld bij de Dardische tak van de Indo-Arische talen, terwijl anderen hen als oorspronkelijk Iraanse, maar sterk door het Dardische beïnvloedde talen zagen.
De talen worden door inheemse volksstammen gesproken in een uiterst afgelegen bergachtig gebied, dat tot op heden nooit aan een echte centrale autoriteit onderworpen is geweest. Dit gebied is gelegen langs de noordoostelijke grens van Afghanistan en aangrenzende delen van het noordwesten van het huidige Pakistan. De talen hebben hierdoor nog weinig aandacht gekregen van taalkundigen. Gezien het zeer geringe aantal sprekers moeten zij als bedreigde talen worden beschouwd.
Veel Nuristani spreken tegenwoordig andere talen, zoals het Dari en Pasjtoe in Afghanistan, en Khowar (Chitrali) in Pakistan.

## Talen
- Askunu (Ashkun), 2.000 sprekers
- Kamkata-viri (Bashgali, inclusief de dialecten Kata-vari, Kamviri en Mumviri), 24.200 sprekers
- Vasi-vari (Prasuni), 2.000 sprekers
- Tregami (Gambiri), 1.000 sprekers
- Waigali (Kalasha-ala), 2.000 sprekers
- Zemiaki, 500 sprekers